# Sim (přítok Belaji)
Sim (rusky Сим) je řeka v Baškortostánu a v Čeljabinské oblasti v Rusku. Je 239 km dlouhá. Povodí má rozlohu 11 700 km².

## Průběh toku
Pramení na západních svazích Jižního Uralu. Na horním toku teče v úzké dolině. Na dolním toku je říční údolí široké a na mnoha místech bažinaté. V povodí řeky se nachází krasové území a při malém stavu vody se v délce přibližně 40 km ztrácí tok řeky pod zemí. Ústí zprava do Belaji (povodí Kamy) na 561 říčním kilometru.

## Vodní režim
Zdrojem vody jsou převážně sněhové srážky. Průměrný roční průtok vody ve vzdálenosti 103 km od ústí činí 47,9 m³/s. Zamrzá v listopadu a rozmrzá v dubnu.

## Využití
Vodní doprava je možná na dolním toku. Na řece leží města Sim, Miňjar a Aša.